# Pseudaelara sellaemontis
Pseudaelara sellaemontis là một loài bọ cánh cứng trong họ Cerambycidae.